# VietJet Air
VietJetAir (укр. В'єтДжет Ейр) — бюджетна авіакомпанія В'єтнаму. Це одна з двох бюджетних авіакомпаній у В'єтнамі, друга авіакомпанія — Jetstar Pacific Airlines.
Штаб-квартира знаходиться в Ханої, центр операції в Сайгоні. Компанія була заснована в 2007 році і перший політ був у 2011 році до грудня 2014 року, авіакомпанія обслужила 10 000 000 пасажирів. Вона має рейси в більшість аеропортів у В'єтнамі: Ханой, Сайгон,  Хайфон, Тхань Хоа, Вінь, Донгхой, Хюе, Дананг, Куїнн, Буонметхуот,  Далат,  Куїнон,  Нячанг, Кан Тхо, Фукуок. Авіакомпанія має 5 міжнародних напрямків в Азії: Сеул, Бангкок, Тайбей, Сінгапур, Siam Reap.
У 2014 році авіакомпанія підписала контракт з Airbus на купівлю й оренду 100 Airbus A320, A321. Відповідно до цього договору, авіакомпанія отримає 10 літаків на рік.

## Флот
На грудень 2014 року флот авіакомпанії складався з таких типів літаків:
18 Airbus A320